# شرکت اس
شرکت اس (S corporation) در قانون مالیات بر درآمد فدرال ایالات متحده، یک شرکت شخصی (یا در برخی موارد، یک شرکت با مسئولیت محدود (LLC) یا یک شراکت -با مالیات مشارکتی است) که انتخاب می‌کند تا طبق فصل S از فصل ۱ مشمول مالیات قانون درآمد کشور قرار گیرد. به‌طور کلی، شرکت‌های S هیچ گونه مالیات بر درآمدی پرداخت نمی‌کنند. در عوض، درآمد و زیان شرکت بین سهامداران تقسیم شده و به آنها منتقل می‌شود. سپس سهامداران باید درآمد یا زیان را در اظهارنامه مالیات بر درآمد شخصی خود گزارش کنند.

## بررسی اجمالی
شرکت‌های S شرکت‌های تجاری معمولی هستند که تصمیم می‌گیرند درآمد، زیان، کسر و اعتبار شرکت را برای مالیات فدرال به سهامداران خود منتقل کنند. اصطلاح "شرکت S" به معنای "شرکت تجاری کوچک" small business corporation است که بر اساس قانون § 1362 (a) به این عنوان پرونده مودی مالیات تشکیل داده‌است.
قوانین شرکت S در زیرفصل S از فصل ۱ قانون درآمد کشور (بخش‌های ۱۳۶۱ تا ۱۳۷۹) موجود است. کنگره ایالات متحده، بر اساس پیشنهاد وزارت خزانه داری در سال ۱۹۴۶، این فصل را در سال ۱۹۵۸ به عنوان بخشی از بسته بزرگتری از اقلام مالیاتی متفرقه ایجاد کرد. وضعیت S محیط قانونی شرکت‌های C را با مالیات بر درآمد فدرال ایالات متحده شبیه به شراکت ترکیب می‌کند.

## شایستگی
یک شرکت «واجد شرایط» است که:
- بیش از ۱۰۰ سهامدار ندارد،
- دارای سهامدارانی است که همه افراد حقیقی هستند (قانون برای سازمان‌ها، املاک و تراست‌های معاف از مالیات مختلف استثنا قائل خواهدشد)
- هیچ غیر مقیمی به عنوان سهامدار ندارد و
- فقط یک کلاس سهام دارد.[۵][۶]

#### فیلادلفیا
در فیلادلفیا، شرکت‌های S مشمول مالیات بر درآمد شهر (۶٫۳۵٪) و مالیات بر درآمد ناخالص (۱٫۴۱۵٪) هستند، اما مشمول مالیات بر سود خالص (۳٫۸۹۰۷٪) نیستند. شرکت‌های S همچنین از مالیات بر درآمد شخصی پنسیلوانیا ۳٫۰۷٪ به جای نرخ بالای مالیات شرکتی ۹٫۹۹٪ بهره‌مند می‌شوند.